# فيلي لونسديل
فيلي لونسديل (16 سبتمبر 1986 - ) (بالإنجليزية: Willie Lonsdale)‏ هو لاعب كريكت نيوزلندي.

## وصلات خارجية
- فيلي لونسديل على موقع إي آس بي آن كريك إنفو (الإنجليزية)